# Attrib

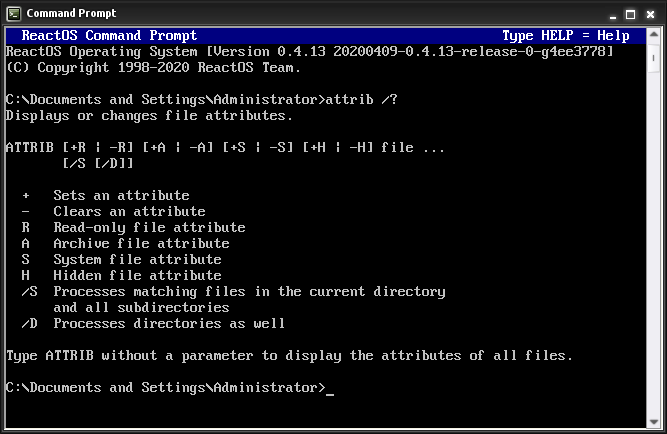
attrib

La commande Windows "attrib" en batch, de l'anglais attribution, permet de modifier les propriétés des fichiers.
Elle est équivalente à certaines options des propriétés sur clic droit du fichier.

## Utilisation
Le signe « + » ajoute l'attribut, et le signe « - » le retire :
1. attrib -a : archive.
2. attrib -h : fichier caché. (le fichier n'est plus visible dans l'explorateur de fichier)
3. attrib -r : lecture seule.(le fichier ne peut pas être modifié mais peut être lu)
4. attrib -s : fichier système.
5. attrib -I (i) : Attribut de fichier indexé sans contenu
6. attrib -x : Attribut d'absence de fichier de nettoyage.
7. attrib -v : Attribut d'intégrité.

## Exemple
Pour cacher un fichier :
```
attrib +h fichier.txt

```

Pour le réafficher :
```
attrib -h fichier.txt

```